# Donna che si asciuga il collo
Donna che si asciuga il collo è un pastello del pittore francese Edgar Degas, realizzato nel 1895-1898 e conservato al Musée d'Orsay di Parigi.

## Descrizione
Il dipinto si inserisce nel vasto corpus di pastelli degassiani raffiguranti nudi femminili e riproduce per l'appunto una donna che si asciuga il collo dopo la toeletta e, che per portare a compimento questo gesto, assume un atteggiamento corporeo che, stando alla codificazione estetica promossa dall'Accademia, sarebbe risultato inopportuno per un nudo. Per una fruizione ottimale dell'opera, in ogni caso, è indispensabile fare ricorso al commento che il letterato simbolista Joris-Karl Huysmans diede dei nudi di Degas:
(Joris-Karl Huysmans)
Huysmans, infatti, traccia una descrizione magistrale dell'ambivalenza con cui Degas si rapportava ai nudi: come osservato dalla critica Giovanna Rocchi, «da una parte vi è un occhio impietoso che denuda le miserie del corpo umano, dall'altra il tocco raffinato dell'artista di genio, che glorifica la miseria della carne con la bellezza dell'interpretazione».